# Rodoviária do Plano Piloto
A Rodoviária do Plano Piloto é um terminal rodoviário situado no Plano Piloto de Brasília, no Distrito Federal. Foi inaugurada em 12 de Setembro de 1960. O terminal é local da Estação Central do Metropolitano do Distrito Federal.

## História

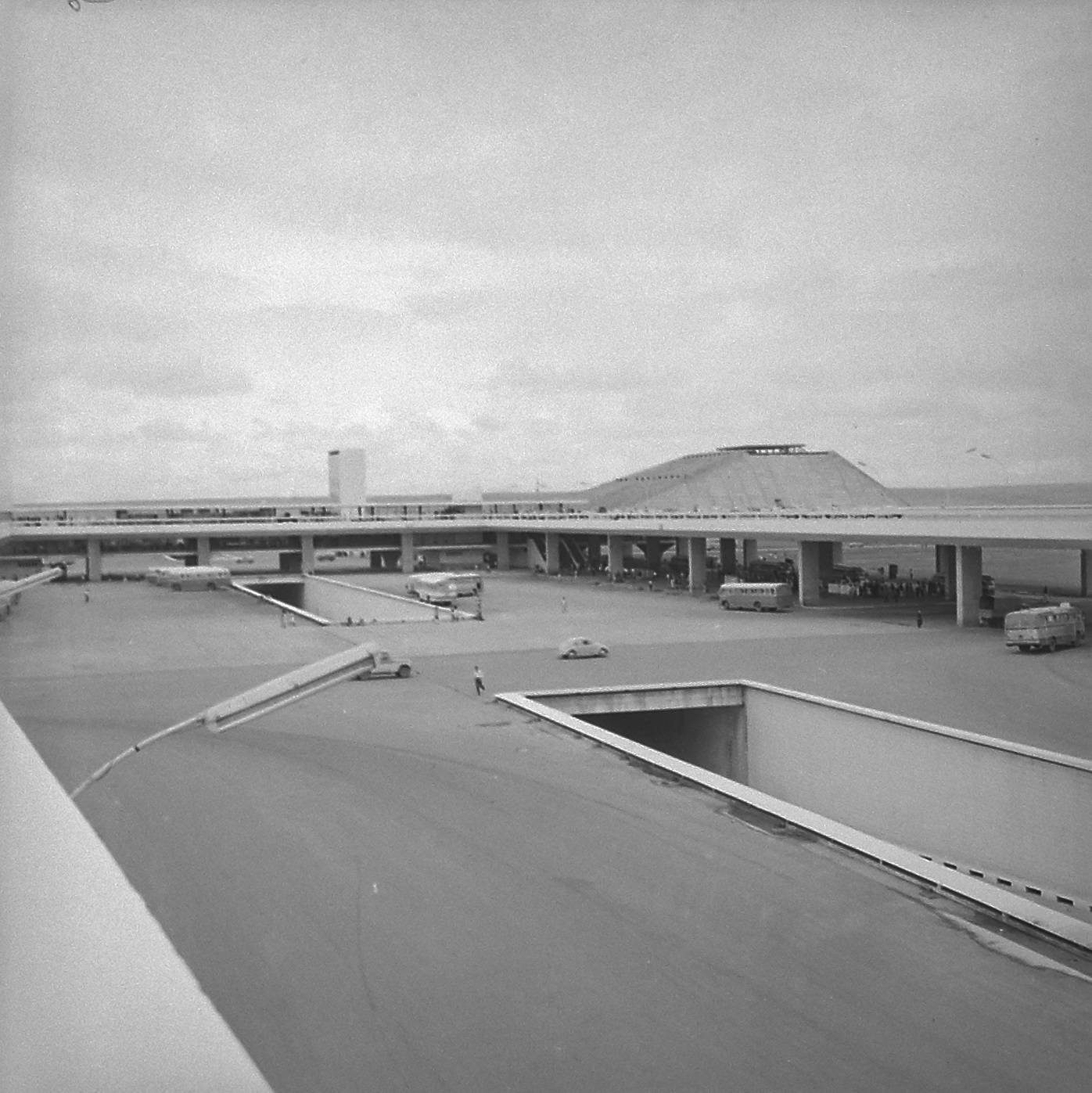
Rodoviária de Brasília nos primeiros anos da cidade. O Teatro Nacional é visto ao fundo.

O Marco Zero da Nova Capital, ponto de cruzamento entre os Eixos Rodoviário (Norte-Sul) e Monumental (Leste-Oeste), que determinam o traçado do Plano Piloto de Brasília, a Plataforma Rodoviária foi pensada para ser o centro urbano da Capital.
Lúcio Costa, no Relatório do Plano Piloto, propõe sobre a Plataforma um mirante, área aberta de predomínio do pedestre, que relaciona os diversos equipamentos de lazer e comércio ali previstos originalmente.
A face da plataforma debruçada sobre o setor cultural e a esplanada dos ministérios não foi edificada com exceção de uma eventual casa de chá e da Ópera, cujo acesso tanto se faz pelo próprio setor de diversões, como pelo setor cultural contíguo, em plano inferior.— Lúcio Costa Relatório do Plano Piloto
O tráfego seria apenas local, com estacionamentos e duas praças.
Previram-se igualmente nessa extensa plataforma destinada principalmente tal como no piso térreo, ao estacionamento de automóveis, duas amplas praças privativas dos pedestres, uma fronteira ao teatro da Ópera e outra, simetricamente disposta, em frente a um pavilhão de pouca altura debruçado sobre os jardins do setor cultural e destinado a restaurantes, bar e casa de chá.— Lúcio Costa Relatório do Plano Piloto
A Plataforma Rodoviária de Brasília é o centro da composição do Plano Piloto de Lúcio Costa, espaço articulador das escalas monumental e gregária, fundamental na articulação topográfica de todo o Plano. Compõe-se de três níveis:
- nível superior, vinculado aos Setores de Diversão, cruzado pelos eixinhos, possui áreas de estacionamento e duas pequenas praças;
- nível inferior situa-se na cota da Esplanada dos Ministérios e abriga a plataforma de embarque e desembarque de passageiros.
- nível subterrâneo corresponde à passagem do Eixão, ligando as Asas Norte e Sul.

Atualmente, o fluxo diário de pedestres é intenso, porém a forma como a área é atingida por vias e viadutos, retira a necessária superioridade hierárquica dos pedestres sobre os automóveis neste setor.

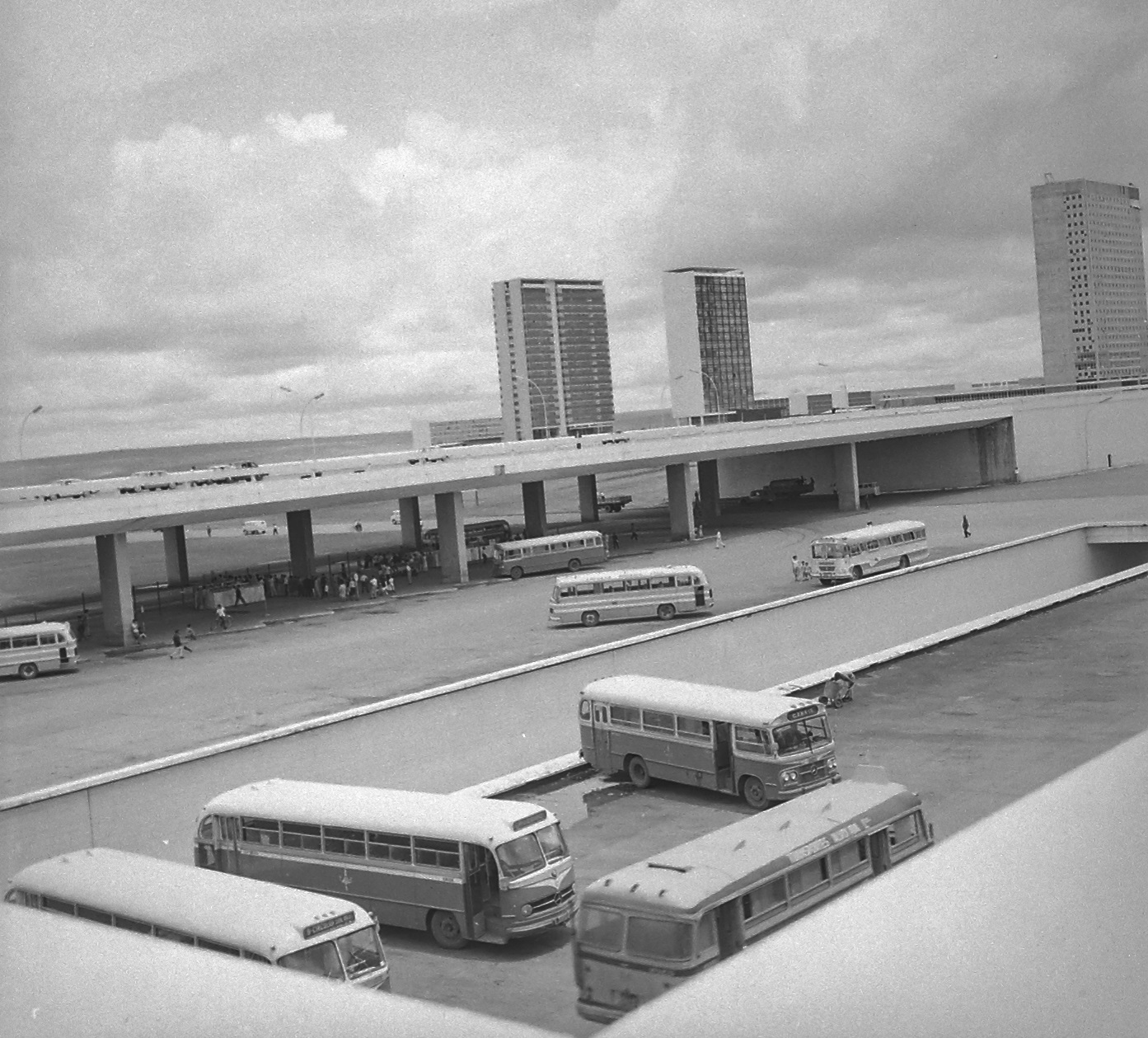
A Rodoviária de Brasília é o encontro dos Eixos Monumental e Rodoviário.

### Construção
A mais complexa obra de Brasília não foi projetada por Oscar Niemeyer. É uma das duas criações do arquiteto Lúcio Costa para a cidade (a outra é a Torre de TV)
Por pouco, a Rodoviária não seria construída no governo de Juscelino e, talvez, em nenhum outro governo. Lúcio Costa chegou a sugerir ao presidente que deixasse a obra no cruzamento dos eixos para o governo seguinte.
"Não senhor. Seu projeto depende dessa plataforma, quero deixar tudo pronto e iluminado". E assim foi feito.
A obra mais portentosa de Brasília exigiu extremado movimento de terra. Um corte de cerca de dez metros. Entre junho e agosto de 1957. Aproximadamente 350 caminhões fizeram o transporte da terra do cruzamento dos eixos para a Praça dos Três Poderes. A movimentação de terra teve dois propósitos igualmente grandiosos: abrir espaço para a Rodoviária e subir o terreno do Eixo Monumental leste até a Praça dos Três Poderes para que a Esplanada ficasse inteiramente à vista desde o cruzamento dos eixos.
| “ | "Tinha uma máquina muito grande, chamada Lodel. Ela trabalhava fazendo volta. Ia escavando e a esteira ia enchendo os caminhões e a terra era levada para a Praça dos Três Poderes", | ” |

| “ | "O estuário em que palpitará a vida de Brasília, na sua expressão de progresso, grandeza e força pioneira, a serviço do Brasil." | ” |

### Inauguração
O presidente Juscelino aderiu de pronto à projeção de Lúcio Costa e também imaginou uma Rodoviária sofisticada, como disse no discurso de inauguração da plataforma, em 12 de setembro de 1960, dia de seu aniversário, três meses antes de deixar o governo.

Em torno dessa magnífica plataforma, não tardará a instalar-se um centro borbulhante de vida, com as suas instituições de cultura, as suas salas de espetáculos, as suas lojas, as suas galerias, as suas vielas de porte veneziano, seus trevos, terraços e cafés, onde se encontrará o ambiente propício à vida em comum, o lugar de encontro, o convívio tão necessário ao citadino.— Juscelino Kubitschek [carece de fontes?]

## Terminal Rodoviário

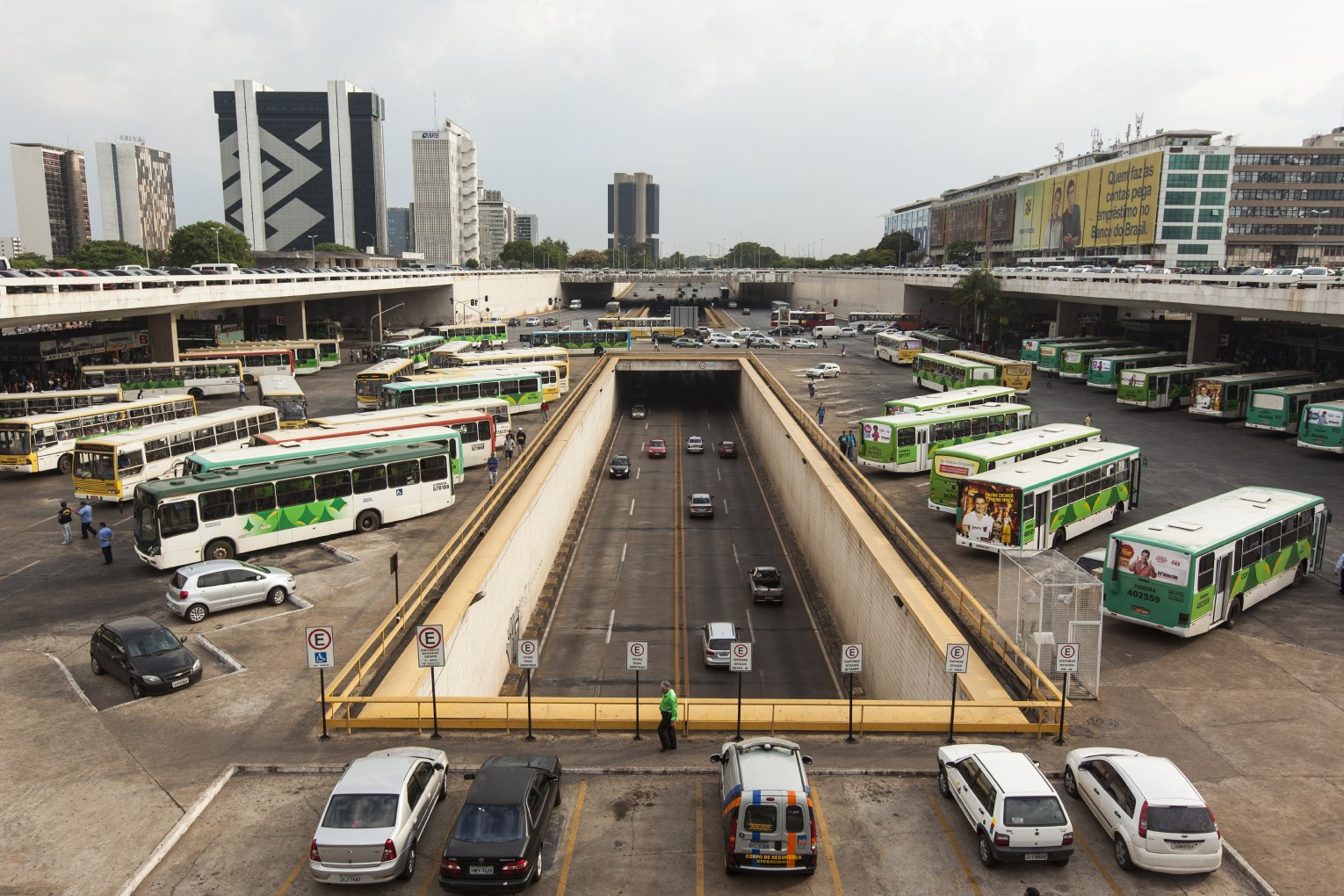
A Rodoviária de Brasília e o Eixão.

Principal terminal de ônibus urbano do Distrito Federal, a Rodoviária do Plano Piloto recebe cerca de 600 mil passageiros por dia. Além das linhas de ônibus que circulam dentro dos limites do Distrito Federal, o terminal também recebe linhas interurbanas, que ligam Brasília aos municípios vizinhos em Goiás.
Desde 2001, também funciona em seu subsolo a Estação Central do Metrô do Distrito Federal.
Entre os ônibus circulares, há linhas que fazem o trajeto para a Esplanada dos Ministérios, no Eixo Monumental, e para o Aeroporto.
Eu caí em cheio na realidade, e uma das realidades que me surpreenderam foi a rodoviária, à noitinha. Eu sempre repeti que essa plataforma rodoviária era o traço de união da metrópole, da capital, com as cidades-satélites improvisadas da periferia. É um ponto forçado, em que toda essa população que mora fora entra em contacto com a cidade. Então eu senti esse movimento, essa vida intensa dos verdadeiros brasilienses, essa massa que vive fora e converge para a rodoviária. Ali é a casa deles, é o lugar onde eles se sentem à vontade. Eles protelam, até, a volta para a cidade-satélite e ficam ali, bebericando. Eu fiquei surpreendido com a boa disposição daquelas caras saudáveis. E o "centro de compras" então, fica funcionando até meia noite. Isto tudo é muito diferente do que eu tinha imaginado para esse centro urbano, como uma coisa requintada, meio cosmopolita. Mas não é. Quem tomou conta dele foram esses brasileiros verdadeiros que construíram a cidade e estão ali legitimamente. Só o Brasil. E eu fiquei orgulhoso disso, fiquei satisfeito. É isto. Eles estão com a razão, eu é que estava errado. Eles tomaram conta daquilo que não foi concebido para eles. Foi uma bastilha. Então eu vi que Brasília tem raízes brasileiras, reais, não é uma flor de estufa como poderia ser. Brasília está funcionando e vai funcionar cada vez mais. Na verdade, o sonho foi menor do que a realidade. A realidade foi maior, mais bela. Eu fiquei satisfeito, me senti orgulhoso de ter contribuído.— Lúcio Costa, 30 III 1987 [carece de fontes?]